# Братский союз военнопленных
Братский союз военнопленных (БСВ, другие варианты — Баварский союз военнопленных, Боевой союз военнопленных, Боевой союз русских военнопленных) — подпольная антифашистская организация советских военнопленных, существовавшая в 1943—1944 годах, одна из крупнейших подпольных организаций военнопленных во время Великой Отечественной войны. Сотрудничала с немецким сопротивлением.
Создана в марте 1943 в лагере советских военнопленных офицеров в Мюнхен-Перлахе. Её организаторами была группа офицеров — участников обороны Севастополя: полковник М. М. Тарасов (участник Керченско-Феодосийского десанта), подполковники Н. А. Баранов, Д. С. Шелест, М. П. Шихерт, майоры М. И. Конденко, М. Л. Красицкий, Макаров, К. К. Озолин, И. Петров (И. В. Бугорчиков), интендант 3-го ранга М. И. Зингер, рядовые И. Е. Кононенко, Р. В. Петрушель. Одним из руководителей подпольного движения БСВ стал полковник М. Х. Хайрутдинов.. Также есть версия, что гестапо считало основателем и идейным руководителем БСВ советского офицера, еврея Иосифа Фельдмана.
Штаб БСВ наладил связь с военнопленными и угнанными в Германию советскими гражданами, создал разветвлённую сеть ячеек в лагерях военнопленных и более чем в 20 лагерях «остарбайтеров», и к концу 1943 распространил свою деятельность на всю Южную Германию и Австрию, проникнув также в Рурскую область и Северо-Западную Германию. Кроме того, ещё летом 1943 БСВ наладило контакты с подпольным антифашистским немецким народным фронтом в Южной Германии. Своей главной целью братство ставило организацию восстания в лагерях военнопленных вокруг Мюнхена с последующим захватом города и развёртывание вооружённой повстанческой борьбы на территории Германии. В качестве тактических мероприятий БСВ предусматривало организацию саботажа, побегов военнопленных, развёртывание пропаганды против власовцев, разъяснение солдатам вермахта неизбежности поражения Германии в войне, выявление и уничтожение предателей, налаживание тесного сотрудничества с немецким антифашистским подпольем: например, известно, что организация сотрудничала с Антифашистским Немецким Народным Фронтом. Под руководством майора Озолиня БСВ формировало свою боевую организацию, были разработаны и разосланы на места планы действия во время восстания. Но в конце 1943 гестапо раскрыло деятельность БСВ, все его руководители и многие рядовые члены были схвачены и казнены.
Есть сведения, что о БСВ стало известно несколько позднее. Так, в начале 1944 года на территории VII военно-воздушного округа (Мюнхен) гитлеровцы нашли у заключенного Закира Ахметова (личный номер 19 900), работавшего на объекте ВВС вместе с многими другими советскими военнопленными, «инструкцию и программу» подпольной организации пленных— БСВ. Немедленно после обнаружения у него этих документов Ахметов бежал из плена вместе с другим военнопленным, Иваном Бондарем. Дальнейшая их судьба неизвестна. Содержание «инструкции и программы БСВ» были настолько сенсационны, что местное начальство из ВВС сочло необходимым немедленно представить по этому делу рапорт высшему начальству, и, таким образом, дело попало к самому Герингу. Ознакомившись с этими материалами, Геринг в свою очередь срочно ознакомил с ними начальника полиции безопасности и СД Кальтенбруннера, потребовав от него срочного расследования и проведения обысков среди военнопленных с целью выявления подробностей, касающихся раскрытой организации БСВ. Издав соответствующие инструкции своим подчинённым (по производству массовых обысков среди советских военнопленных), Кальтенбруннер заявил, что «…среди военнопленных, особенно советских, уже возникли повстанческие организации».
Из «инструкции и программы БСВ» явствует, что существовала широко разветвленная организация, руководимая советскими военнопленными (под программой стоят две подписи: Федотов, Днепрец) и охватывающая военнопленных из армий многих государств: Польши, Франции, Югославии, Великобритании, Чехословакии, США и Советского Союза.
«Инструкция и программа» призывают узников к созданию советов военнопленных, к организации актов саботажа, к побегам, к проведению суда над изменниками, к совместным действиям всех военнопленных с целью начать организованную борьбу против гитлеризма и оказывать помощь сражающимся армиям Советского Союза. Особенно подчеркивается братский интернационализм, о чём свидетельствует уже самое название организации: БСВ. Организация называлась «Братское содружество военнопленных». Полное немецкое название этого документа, сохранившегося в архивах гитлеровской полиции безопасности и СД, таково: «Illegale Organisation der Brüderlichen Mitarbeiterschaft aller Kriegsgefangenen Polens, Frankreichs, der Tschechoslowakei, Jugoslawiens, Englands, der OSA und der Sowjetunion» (Подпольная организация братского содружества всех военнопленных Польши, Франции, Чехословакии, Югославии, Англии, США и Советского Союза).
Как видно из немецких документов, организация БСВ возникла в марте 1943 года и была широко разветвлённой.
4 сентября 1944 в концлагере Дахау были расстреляны 93 советских офицера — участники БСВ. 4 сентября 2019 года в мемориальном комплексе Дахау прошла траурная церемония, посвященная 75-летней годовщине расстрела руководителей подпольной организации «Братский союз военнопленных».